# Annalisa e il diavolo
Annalisa e il diavolo è un romanzo grafico scritto e disegnato da Guido Buzzelli e pubblicato per la prima volta in Italia nel 1973. È considerato una delle opere più rappresentative dell'autore, considerato uno dei grandi maestri del fumetto italiano.

## Storia editoriale
Venne pubblicato per la prima volta in Italia nel 1973 su un supplemento del mensile linus, diavolinus, edito dalla Milano Libri. La storia è stata ristampata nel 2006 dalla Lizard nel volume Annalisa, il diavolo e le altre e nel 2018 in un volume omonimo edito dalla Coconino Press, entrambi i volumi insieme ad altri racconti dell'autore.

## Trama
Il protagonista è l'autore stesso che decide di concedersi una vacanza al mare per ritrovare l'ispirazione per una nuova storia incentrata sul tema del diavolo che vorrebbe scrivere. Sulla spiaggia popolata da bagnanti e un custode chiamato Satana il quale afferma di essere il diavolo, conosce una ragazza di nome Annalisa per la quale perde la testa cercando di conquistarla con la sua arte.